# Galina Stepanskaja
Galina Andrejevna Stepanskaja (ryska: Галина Андреевна Стеланская), född 27 januari 1949 i Leningrad, är en rysk före detta skridskoåkare som tävlade för Sovjetunionen.
Stepanskaya blev olympisk guldmedaljör på 1 500 meter vid vinterspelen 1976 i Innsbruck.